# Độ rỗng hiệu dụng
Độ rỗng hiệu dụng là một khái niệm có nhiều nghĩa, nhưng được dùng phổ biến nhất trong địa chất học. Ở đó, độ rỗng hiệu dụng là phần độ rỗng của đá hoặc lớp trầm tích chứa các lỗ rỗng thông với nhau nên cho phép chất lưu di chuyển và thoát ra được, thông thường là chảy vào trong giếng khoan.
Độ rỗng hiệu dụng {\displaystyle \Phi _{f}} được tính bằng công thức:
{\displaystyle \Phi _{f}={\frac {V_{f}}{V_{ges}}}}
trong đó:
- {\displaystyle V_{f}}: thể tích lỗ rỗng mà chất lưu có thể di chuyển vào/ra, {\displaystyle (m^{3})}
- {\displaystyle V_{ges}}: tổng thể tích khối đá, {\displaystyle (m^{3})}.

Độ rỗng hiệu dụng không bao gồm thể tích lớp màng nước siêu mỏng hấp phụ bởi các hạt sét (clay bound water) và phần lỗ rỗng không thông với nhau (không cho phép chất lưu di chuyển ra ngoài). Vì lý do đó, độ rỗng hiệu dụng luôn nhỏ hơn độ rỗng tổng (Total Porosity). Độ rỗng hiệu dụng là một khái niệm có vai trò hết sức quan trọng trong việc đánh giá khả năng khai thác dầu, khí hoặc nước từ một vỉa trầm tích.